# Drama (Bulgarije)
Drama (Bulgaars: Драма) is een dorp in de Bulgaarse gemeente Toendzja, oblast Jambol.

## Bevolking
Op 31 december 2019 telde het dorp Drama 54 inwoners, vooral gepensioneerden. Het inwonersaantal is drastisch afgenomen vergeleken met het maximum van 843 personen in 1946.
|  |

Van de 78 inwoners identificeerden 70 personen zichzelf als etnische Bulgaren (89,5%) in de volkstelling van februari 2011. Verder werden er 5 Roma (6,4%) en 3 ondefinieerbare personen (3,8%) geregistreerd.